# Phorbas fulvus
Phorbas fulvus är en svampdjursart som först beskrevs av Patricia R. Bergquist och Fromont 1988.  Phorbas fulvus ingår i släktet Phorbas och familjen Hymedesmiidae.
Artens utbredningsområde är havet kring Nya Zeeland. Inga underarter finns listade i Catalogue of Life.